# Monte Cupolino
Il monte Cupolino è una cima di m. 1852 s.l.m. che si trova sul crinale principale dell'Appennino tosco-emiliano, tra il passo dei Tre Termini, a m. 1785 s.l.m., ed il passo della Calanca, a m. 1737 s.l.m., crinale che segna il confine tra la Toscana e l'Emilia-Romagna. 
Il Cupolino, nel versante emiliano, si trova all'interno del parco del Frignano.

## Orografia
Prendendo come riferimento le cime maggiori dell'alto crinale dell'Appennino che fa da spartiacque, il Cupolino è situato tra il monte Cornaccio, a m. 1881 s.l.m., ed il monte Spigolino, a m. 1827 s.l.m. Il Cupolino è la prima cima in provincia di Modena che s'incontra provenendo da est.
Il suo nome è dovuto al fatto che ha l'aspetto di una cupola, completamente erbosa, piuttosto regolare, leggermente tronca in cima.

## Turismo
Il suo profilo è un elemento caratteristico del paesaggio dell'Appennino tosco-emiliano e domina, sul versante toscano, tutta l'alta valle della Lima e, sul versante modenese, tutta l'alta valle del Dardagna ed il comprensorio sciistico del Corno alle Scale. Infatti, vicinissime alla base del monte Cupolino passano diverse piste di sci della stazione sciistica. Sul versante emiliano del Cupolino, in direzione del lago Scaffaiolo, vi è l'arrivo dello skilift e da lì parte la pista di sci che arriva alle malghe di Baggioledo a m. 1620 s.l.m. e poi al rifugio Rocce ed infine al rifugio Cavone a m. 1420 s.l.m..
Il monte Cupolino sovrasta il lago Scaffaiolo, a m. 1775 s.l.m., e si trova quindi a poche centinaia di metri dal rifugio Duca degli Abruzzi a m. 1806 s.l.m..

## Accessi e viabilità
Il monte Cupolino può essere raggiunto facilmente,  sul versante toscano, dalla Doganaccia, località questa collegata con una strada e con una funivia al paese di Cutigliano, o dalla Croce Arcana percorrendo il sentiero molto panoramico indicato dal segnavia di crinale 00; superando il monte Spigolino e il passo della Calanca, fino al lago Scaffaiolo, che si trova proprio si piedi del Cupolino. Può essere raggiunto anche dal versante emiliano dallo Chalet, a m. 1500 s.l.m., poco sopra il rifugio ed il laghetto del Cavone, prendendo il sentiero che sale alle malghe di Baggioledo, che passa dalla fonte Polla, quindi vicinissimo al rifugio Duca degli Abruzzi accanto al lago Scaffaiolo, e che poi sale tra estesi vaccinieti sino al passo dei Tre Termini, a m. 1775 s.l.m., ed infine alla cima.

## Clima
Tutto il crinale è molto ventoso e si trova ben al di sopra del limite della vegetazione arborea. I venti spirano spesso oltre i 100 km orari. Non di rado la coltre nevosa in pieno inverno supera i due e anche i tre metri.
Come per le escursioni al lago Scaffaiolo, si consiglia di raggiungerlo in giornate chiaramente limpide e stabili perché è soggetto a repentini, improvvisi e violenti cambiamenti di tempo (cfr. in merito la voce Lago Scaffaiolo su wikipedia).

## Panorami
Dalla cima del monte Cupolino si gode un panorama a 360 gradi su tutta la valle della Lima, verso l'Abetone, il Libro Aperto, il Cimone, il Corno alle Scale, il Monte Cornaccio, la pianura pistoiese e fiorentina e le Alpi Apuane. Nelle giornate più chiare, specialmente in pieno inverno, si possono scorgere in lontananza il monte Amiata, le Alpi ed il mar Tirreno con alcune isole dell'Arcipelago toscano.